# 100 Mile House
100 Mile House è una municipalità distrettuale del Canada, situata in Columbia Britannica, nel distretto regionale di Cariboo.